# Wilkowyja (powiat łaski)
Wilkowyja – wieś w Polsce położona w województwie łódzkim, w powiecie łaskim, w gminie Buczek. Powstała w 2008 z wyłączenia ze wsi Brodnia Górna.